# Лайвли, Джейсон
Джейсон Лайвли (англ. Jason Lively) — американский актёр, известный прежде всего своей ролью Расти Гризуолда в фильме «Отпуск в Европе».

## Биография
Джейсон Лайвли родился 12 марта 1968 года в семье актрисы Элайн Лайвли. У него есть отчим Эрни Лайвли, родные сёстры Лори Лайвли и Робин Лайвли (тоже актрисы), единоутробная сестра Блейк Лайвли (известная по сериалу «Сплетница»), единоутробный брат Эрик Лайвли. Вся семья: и родители, и дети работают в индустрии развлечений.
Он начал свою карьеру, появившись в пилотном эпизоде сериала «Придурки из Хаззарда», когда ему было 10 лет. Он появился в фильме четыре года спустя в 1983 году в фильме «Мозговой штурм». В том же году он второй раз снялся в сериале «Придурки из Хаззарда».
Его самые узнаваемые роли пришли позже, когда он играл Расти Гризуолда в фильме «Отпуск в Европе», и Криса в фильме «Ночь пресмыкающихся». После этого, он снялся в фильмах «англ. Hollywood-Monster» и «Максимальное усилие». В 1993 году он появился в видеоигре «англ. Return to Zork», вместе со своей сестрой, Робин Лайвли.
Он также был владельцем и оператором Jimmy Crack Corn, мобильного бизнеса жареной кукурузы.

## Фильмография
| Год       |    | Русское название               | Оригинальное название                | Роль                    |
| --------- | -- | ------------------------------ | ------------------------------------ | ----------------------- |
| 1982      | с  | англ. ABC Afterschool Specials | ABC Afterschool Specials             | Джонни Роллинс          |
| 1983      | ф  | Мозговой штурм                 | Brainstorm                           | Крис Брейс              |
| 1979—1983 | с  | Придурки из Хаззарда           | The Dukes of Hazzard                 | Род Моффет / Руди       |
| 1985      | ф  | Отпуск в Европе                | National Lampoon's European Vacation | Рассел 'Расти' Гризуолд |
| 1986      | ф  | Ночь пресмыкающихся            | Night of the Creeps                  | Крис                    |
| 1987      | с  | Джамп-стрит, 21                | 21 Jump Street                       | Дейви Миллер / Джаред   |
| 1987      | ф  | англ. Hollywood-Monster        | Hollywood-Monster                    | Варрон МакКлауд         |
| 1990      | ф  |                                | Monday Morning                       | Чип Брукс               |
| 1989—1990 | с  | англ. Mancuso, F.B.I.          | Mancuso, FBI                         | Джастин Саммерс         |
| 1991      | ф  | Школа рок-н-ролла навечно      | Rock 'n' Roll High School Forever    | Донован                 |
| 1992      | ф  | Дымок из ствола                | Gunsmoke: To the Last Man            | Донован                 |
| 1992      | ф  |                                | Maximum Force                        | Рик Карвер              |
| 1993      | ки | англ. Return to Zork           | Return to Zork                       | Бен Фушин               |